# Rafail Noica
Rafail Noica (n. Răzvan Noica, 1942) este un ieromonah ortodox, ce a viețuit la Mănăstirea „Sfântul Ioan Botezătorul” din Maldon, Essex, Anglia, iar din 1993 este sihastru la schitul Lăzești, Munții Apuseni. Este fiul filosofului Constantin Noica și al lui Wendy Muston, o britanică.

## Viața
S-a născut în anul 1942. În familie a primit o educație creștină sumară, practicarea credinței reducîndu-se doar la mersul la biserică de Paști pentru a aprinde o lumânare.
La vârsta de 13 ani a plecat împreună cu mama sa și cu sora sa, Alexandra, în Anglia, cu scopul primirii unei educații mai alese. Vârsta căutărilor se manifestă și în latura spirituală. La început merge la anglicani însă „atmosfera era foarte sărăcăcioasă, foarte rece, plicticoasă chiar. Nu în sensul că te-ar apuca căscatul în biserică, ci în sensul că nu te hrănea cu nimic”1. Trece apoi pe la penticostali, congregaționaliști, Armata Salvării etc.; cel mai mult rămâne în cadrul comunității baptiste (un an și jumătate). În protestantism se poticnește în special în textele scripturistice referitoare la Sfânta Împărtășanie și, într-o zi, simte „ca o lumină în sufletul meu gândul de a mă întoarce la Ortodoxie” 2. Îl întâlnește pe părintele Sofronie, povățuitorul duhovnicesc al mănăstirii ortodoxe din Essex, care îl sfătuiește să-și termine studiile.
Revenirea la ortodoxie s-a întâmplat în anul 1961, iar în anul 1965 Rafail a fost tuns în monahism la mănăstirea Essex de către părintele Sofronie, călugăria fiind „răspunsul la întrebările ce mi le puneam din copilărie”3. Pribegiile protestante le socotește ca pe o lucrare a lui Dumnezeu cu el pentru că „dacă n-aș fi trăit Ortodoxia ca un convertit, poate că n-aș fi putut niciodată să o văd în frumusețea ei strălucitoare, drept singurul adevăr al istoriei” 4.
S-a întors în România în 1993 pentru o scurtă vizită și s-a stabilit în același an într-o sihăstrie izolată din Munții Apuseni.

## Scrieri
- Celălalt Noica. Mărturii ale monahului Rafail Noica însoțite de câteva cuvinte de folos ale părintelui Symeon, ed. Anastasia, 1994
- Cultura Duhului, Editura Reîntregirea, Alba Iulia, 2002 [1]

Rafail publică, în revista de spiritualitate monastică Epifania din Alba-Iulia, traduceri din învățăturile Sfântului Siluan Athonitul, "bunicul" său duhovnicesc, dar și alte articole teologice. De asemenea, din când în când își părăsește sihăstria pentru a ține conferințe de folos duhovnicesc, cu binecuvântarea arhiepiscopului Andrei Andreicuț.
Traduce din limba rusă Nevoința cunoașterii lui Dumnezeu, scrisori trimise din Muntele Athos de părintele Sofronie englezului David Balfour, ed. Reîntregirea, Alba Iulia, 2006
și  Cuvântări duhovnicești  de Arhimandritul Sofronie, vol I, ed. Reîntregirea, Alba Iulia, 2004.